# Bökenförde
Bökenförde ist mit 1526 Einwohnern ein Stadtteil von Lippstadt in Nordrhein-Westfalen.

## Lage
Bökenförde ist seit 1975 ein Ortsteil von Lippstadt und liegt etwa vier Kilometer in südöstlicher Richtung entfernt von der Kernstadt am Zusammenfluss von Gieseler und Pöppelsche.

## Geschichte
Der Ortsname leitet sich von „Buchenfurt“ (siehe Furt) ab. Nach einem anderen Deutungsansatz bedeutet der Name „schlammige Furt“. Bis 1956 wurde der Ortsname mit „ck“, Böckenförde, geschrieben und dann in „Bökenförde“ geändert.
Das ehemalige Gemeindewappen zeigt eine rote Buche, die im Wasser steht, was als ‚sprechendes Wappen‘ den Dorfnamen, den Buchenfurt andeuten soll.
Die erste urkundliche Erwähnung des Orts war am 24. Oktober 1005, als König Heinrich II. das Gut (predium) in „villa Puochincfurti“ (Siedlung Bökenförde) an den Paderborner Bischof Rethar schenkte; dieses Gut hatte Heinrich zuvor von seinem Hofkaplan Meinwerk, dem späteren Bischof von Paderborn (1009–1036), durch Schenkung erhalten.

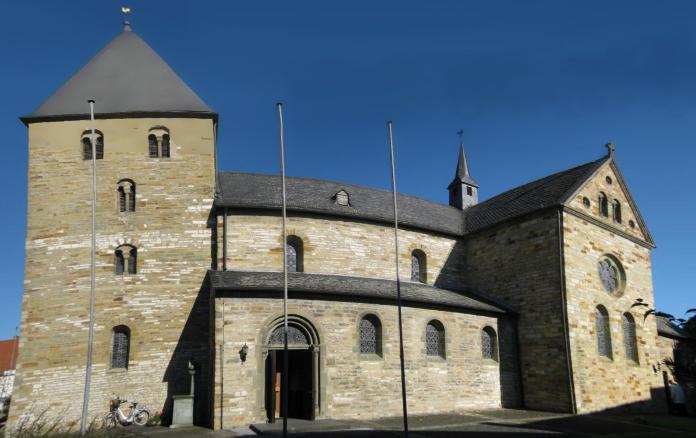
Katholische Kirche St. Dionysius

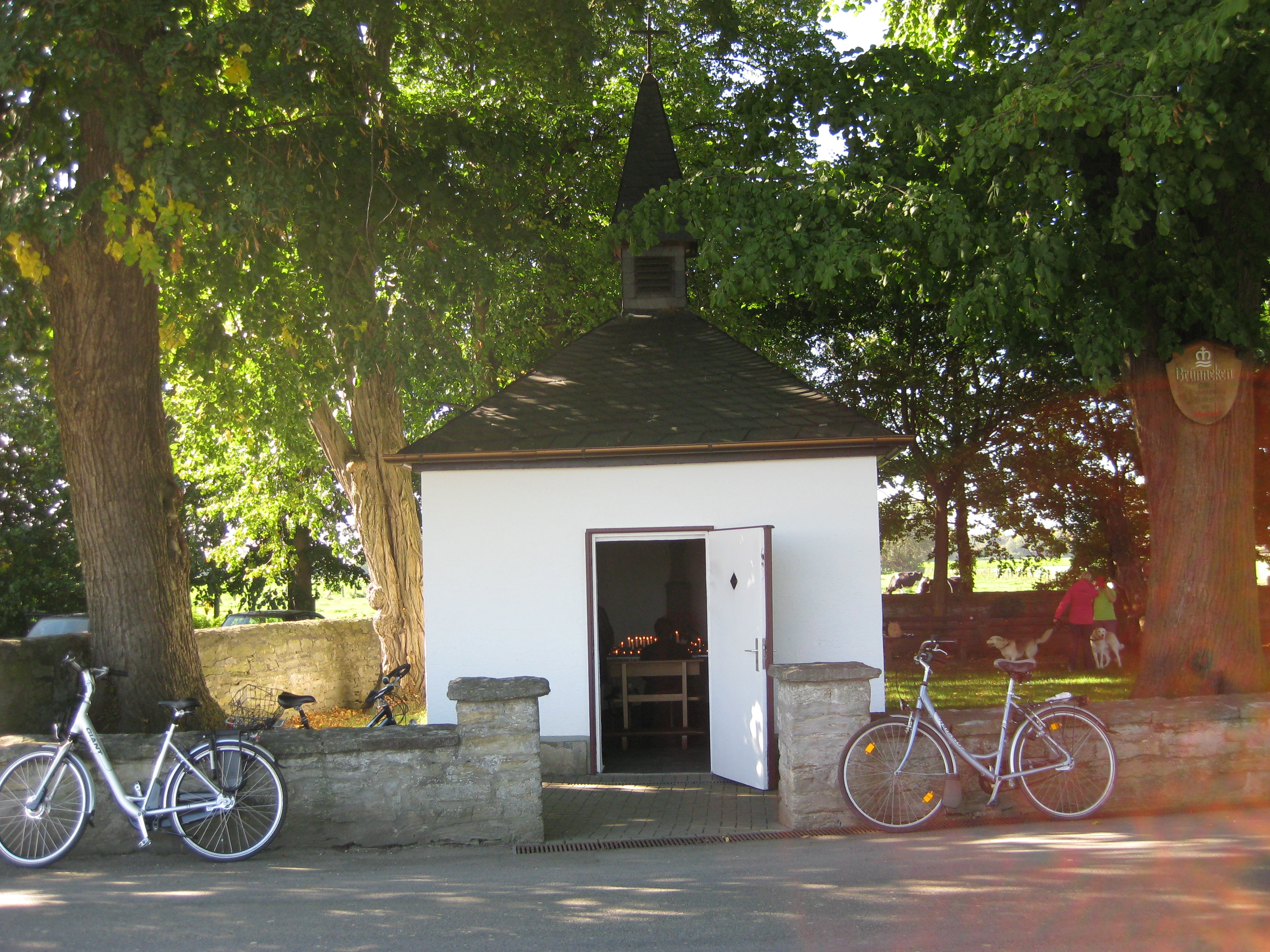
Feldkapelle Brünneken

Die Pfarrkirche St. Dionysius nach Dionysius von Paris, eine romanische Pfeilerbasilika aus dem 12. Jahrhundert (Erweiterung im 16. Jh. um eine Marienkapelle und 1900 um Querschiffe und einen neuen Chorraum), stellt seit 1719 einen Wallfahrtsort dar. Das Gnadenbild „Mutter der göttlichen Gnade“ (Mater divinae gratiae) wird seit dem 16. Jh. in der Bökenförder Kirche verehrt. Im Zuge der Neubelebung der Marienverehrung zu Beginn der 1860er Jahre wurden zahlreiche Bildstöcke und 1864 die Wallfahrtskapelle „Brünneken“ mitsamt Brunnen in der Bökenförder Feldflur geschaffen.
Bekannt ist das zu Bökenförde gehörende Wasserschloss Schwarzenraben, welches zwischen 1748 und 1765 nach den Plänen von Johann Matthias Kitz erbaut wurde.
Am 1. Januar 1975 wurde Bökenförde durch § 45 Münster/Hamm-Gesetz nach Lippstadt eingemeindet.

## Vereinsleben
Unter den Vereinen Bökenfördes ist im Bereich des Sports der FC Alemania Bökenförde zu nennen. Weiterhin gibt es den Männergesangsverein, die Katholische Frauengemeinschaft Deutschlands, den Traditionsverein, den Kulturring, den Landwirtschaftlichen Ortsverein sowie einen Heimatverein und einen Schützenverein. Der Freiwilligen Feuerwehr Lippstadt gehört eine Löschgruppe in Bökenförde an. 